# نيلسون غراي
نيلسون غراي (بالإنجليزية: Nelson Gray)‏ هو منافس ألعاب قوى أمريكي، ولد في 20 مايو 1911 في آبلاند في الولايات المتحدة، وتوفي في 10 أكتوبر 1982.

## وصلات خارجية
- نيلسون غراي على موقع أوليمبيديا (الإنجليزية)